# Thymus nervosus
Thymus nervosus — вид рослин родини глухокропивові (Lamiaceae), поширений у пд.-сх. Франції й пн. Іспанії.

## Опис
Напівчагарник 3–4 см заввишки, лежачий, зовні трав'янистий. Вегетативні стебла ≈24 см завдовжки, часто покриті сухими листям, часом темно-пурпуровий, з квітковими стеблами, що ростуть від вегетативних; квіткові стебла волосаті тільки на двох протилежних гранях. Листки 4–8 × 0.8–2 мм, як правило, щільно згруповані, від ланцетних до еліптичних, плоскі, з дуже вираженими жилками на нижній стороні, голі, ±черешкові.
Суцвіття ≈10 мм завширшки, головчасті, до 24 квіток. Приквітки листоподібні, іноді дещо ширші. Чашечка 3.5–4.5 мм, волосаті з жорсткими волосками, часто темно-пурпурові. Віночок 4.5–6 мм, пурпуровий. Горішки 0.7–0.9 × 0.6–0.7 мм, кулясті, темно-коричневі.

## Поширення
Поширений у пд.-сх. Франції й пн. Іспанії.
Населяє альпійські луки або пасовища на кам'яних субстратах, вапняках, іноді на сланцях або крем'янистих скелях; (1400)1700–2800(3060) м